# Campionatul Naţional de Fotbal American 2020
Il Campionatul Naţional de Fotbal American 2020 è l'11ª edizione del campionato di football americano di primo livello, organizzato dalla LEFA.
Il torneo è stato in un primo momento rinviato, poi annullato a causa della pandemia di COVID-19 del 2019-2021.

## Squadre partecipanti
| Club               | Città       | Stadio | Sponsor ufficiale | Risultato nella stagione 2019 |
| ------------------ | ----------- | ------ | ----------------- | ----------------------------- |
| Bucharest Rebels   | Bucarest    |        |                   |                               |
| Cluj Crusaders     | Cluj-Napoca |        |                   |                               |
| Mures Monsters     | Târgu Mureș |        |                   |                               |
| Reșița Locomotives | Reșița      |        |                   |                               |
| Timișoara 89ers    | Timișoara   |        |                   |                               |

## Stagione regolare

### Calendario

#### 1ª giornata
| 21-22 marzo 2020 | Timișoara 89ers | – | Reșița Locomotives |  |

| 21-22 marzo 2020 | Cluj Crusaders | – | Mures Monsters |  |

#### 2ª giornata
| 4-5 aprile 2020 | Mures Monsters | – | Timișoara 89ers |  |

| 4-5 aprile 2020 | Bucharest Rebels | – | Cluj Crusaders |  |

#### Anticipi 1
| 11-12 aprile 2020 | Bucharest Rebels | – | Reșița Locomotives |  |

#### 3ª giornata
| 25-26 aprile 2020 | Timișoara 89ers | – | Bucharest Rebels |  |

#### 4ª giornata
| 1º maggio 2020 | Reșița Locomotives | – | Mures Monsters |  |

#### 5ª giornata
| 9-10 maggio 2020 | Cluj Crusaders | – | Timișoara 89ers |  |

#### 6ª giornata
| 23-24 maggio 2020 | Mures Monsters | – | Bucharest Rebels |  |

| 23-24 maggio 2020 | Reșița Locomotives | – | Cluj Crusaders |  |

### Classifica
La classifica della regular season è la seguente:
- PCT = percentuale di vittorie, G = partite giocate, V = partite vinte,  P = partite perse, PF = punti fatti, PS = punti subiti

| Pos. | Squadra            | PCT  | G | V | N | P | PF | PS |
| ---- | ------------------ | ---- | - | - | - | - | -- | -- |
| 1    | Bucharest Rebels   | .000 | 0 | 0 | 0 | 0 | 0  | 0  |
| 2    | Cluj Crusaders     | .000 | 0 | 0 | 0 | 0 | 0  | 0  |
| 3    | Mures Monsters     | .000 | 0 | 0 | 0 | 0 | 0  | 0  |
| 4    | Reșița Locomotives | .000 | 0 | 0 | 0 | 0 | 0  | 0  |
| 5    | Timișoara 89ers    | .000 | 0 | 0 | 0 | 0 | 0  | 0  |

## Playoff

### Tabellone
|  | Semifinali | Semifinali | Semifinali |  |  | XI RoBowl | XI RoBowl | XI RoBowl |  |
|  |            |            |            |  |  |           |           |           |  |
|  | 1          | TBD        |            |  |  |           |           |           |  |
|  | 1          | TBD        |            |  |  |           |           |           |  |
|  | 4          | TBD        |            |  |  |           |           |           |  |
|  | 4          | TBD        | TBD        |  |  |           |           |           |  |
|  |            |            |            |  |  |           |           |           |  |
|  |            |            | TBD        |  |  |           |           |           |  |
|  | 2          | TBD        |            |  |  |           |           |           |  |
|  | 2          | TBD        |            |  |  |           |           |           |  |
|  | 3          | TBD        |            |  |  |           |           |           |  |

### Semifinali
| 6-7 giugno 2020 | TBD | – | TBD |  |

| 6-7 giugno 2020 | TBD | – | TBD |  |

### XI RoBowl
| 13-14 giugno 2020 | TBD | – | TBD |  |